# Makiyamaia gravis
Makiyamaia gravis é uma espécie de gastrópode do gênero Makiyamaia , pertencente a família Clavatulidae.